# Catonephele penthia
Catonephele penthia är en fjärilsart som beskrevs av William Chapman Hewitson 1852. Catonephele penthia ingår i släktet Catonephele och familjen praktfjärilar. Inga underarter finns listade i Catalogue of Life.